# Миля
Вижте пояснителната страница за други значения на Миля.
Единицата миля е мярка за измерване на разстояние, една от единиците на имперската система.

## Римска миля
Обикновено се смята, че думата е произлязла от латинската фраза mille passus, която означава „хиляда (двойни) крачки“ и се е свързвало с изминатото от римски войник разстояние, когато левият му крак хиляда пъти е докоснал земята при ходене.
Римската миля спрямо стандарта на Марк Агрипа е изчислена емпирично спрямо съвременните мерни едицини и е установено, че възлиза на 1479 m.

## Имперска миля
В САЩ и Обединеното кралство под „миля“ най-често се разбира т. нар. сухопътна миля, наричана още „международна“ или „статутна“ миля (съгласно БДС ISO 31-1), равна точно на 5280 фута (1609,344 m).
Бреговата и геодезична служба на САЩ използва т. нар. „земемерска миля“ (англ. survey mile), която е равна точно на 5280 „земемерски фута“ или на 1609,347 m.
За удобство в САЩ преобразуването на сухопътни мили в километри се изчислява приблизително, като разстоянието в мили или скоростта в мили/час се умножават по 1,6 (напр. 50 мили х 1,6 = 80 km).

## Морска миля
Когато се измерват разстояния при морски и въздушни пътувания, понякога се използва морска миля (англ. nautical mile). Това е разстоянието, което съответства на една ъглова минута географска дължина (1/60-а част от 1 градус от дъгата на земния екватор или меридиан от опростено приетата за сферична Земна повърхност. Тази миля е дълга 1852 m (6076,115 фута).